# Jeroen Trommel
Jeroen Paul Trommel est un joueur néerlandais de volley-ball né le 1er août 1980 à Apeldoorn (Gueldre). Il mesure 1,94 m et joue réceptionneur-attaquant. Il totalise 195 sélections en équipe des Pays-Bas.

## Clubs
| Club                | De        | À         |
| ------------------- | --------- | --------- |
| Alcom Capelle       | 1996-1997 | 2001-2002 |
| Omniworld Almere    | 2002-2003 | 2004-2005 |
| Tourcoing LM        | 2005-2006 | 2005-2006 |
| AS Cannes           | 2006-2007 | 2007-2008 |
| Belediyesi Istanbul | 2008-2009 | 2009-2010 |
| VfB Friedrichshafen | 2010-2011 | 2010-2011 |
| Belediyesi Istanbul | 2011-2012 | 2012-2013 |
| Paris Volley        | 2013-2014 | ...       |

## Palmarès
- Coupe de la CEV (1)
  - Vainqueur : 2014
- Championnat de France
  - Finaliste : 2014
- Championnat d'Allemagne (1)
  - Vainqueur : 2011
- Championnat de Turquie (1)
  - Vainqueur : 2009
- Coupe de France (1)
  - Vainqueur : 2007
  - Finaliste : 2014
- Coupe d'Allemagne
  - Finaliste : 2011
- Coupe des Pays-Bas  (2)
  - Vainqueur : 2003, 2004
- Supercoupe des Pays-Bas (3)
  - Vainqueur : 2002, 2003, 2004